# Équipe du Mexique de curling
L'équipe du Mexique de curling est la sélection qui représente Mexique dans les compétitions internationales de curling. En 2017, les équipes ne sont pas classées.

## Historique
La fédération nationale est créée en septembre 2016 sous la volonté de cinq curlers du comté d'Orange en Californie. Au Mexique, la sensibilisation au sport se déroule sur une piste synthétique sans avoir besoin d'une piste de glace.
La médaillée canadienne Kaitlyn Lawes était présente en 2017 au Ice dome de Mexico pour donner un coup de pouce à la Fédération mexicaine naissante de curling, qui commence ses opérations afin de populariser ce sport dans le pays.